# 47 mm Mle 1937
Il Canon antichar de 47 mm modèle 1937 o 47 SA 37 era un cannone controcarro francese sviluppato nel 1936 dall'Atelier de construction de Puteaux (APX).

## Storia
L'origine del cannone risale al canon de 47 de marine modèle 1885, dal quale l'Atelier de construction de Puteaux sviluppò una famiglia di pezzi da 47 mm per l'esercito francese, tra i quali il 47 mm AC Mle 1934 da fortezza, il 47 mm SA 34 e 35 da carro armato ed un cannone d'accompagnamento da 47 mm; quest'ultimo non venne accettato dall'arma di fanteria dell'Armée de terre, che gli preferì il Hotchkiss 25 mm Mle. 1934. Il progetto venne tuttavia ripreso dall'artiglieria dell'Armée, che negli anni trenta cercava un rimpiazzo per i derivati del venerando cannone campale 75 mm Mle. 1897, adattati al ruolo anticarro. Nel dicembre 1936 lo adottò come matériel de 47 modèle 1937.
La produzione delle bocche da fuoco fu affidata all'arsenale di Bourges, mentre quella degli affusti coinvolse quattro stabilimenti: Salmson, Alstom, Delaunay-Belleville e l'arsenale di Roanne. La produzione in serie iniziò da gennaio 1939 fino a giugno 1940, per un totale registrato di 1 268 cannoni costruiti, con l'obiettivo di formare 51 unità militari da 12 pezzi da assegnare alle divisioni di fanteria di prima linea.
Nel 1940, alla vigilia dell'invasione tedesca, settanta cannoni Mle 37 furono installati su chassis Laffly W15T per realizzare il cacciacarri Laffly W15TCC, operato dalle Batterie d'Anti-Chars Automoteurs (BACA), con una forza di cinque  semoventi per ogni batteria.
Il 10 maggio 1940, all'inizio della campagna di Francia, l'Armée disponeva di 111 Batteries divisionnaires antichars (BDAC, "batterie divisionali anticarro") da 47 mm, delle quali 20 motorizzate e 10 ancora miste, cioè parzialmente equipaggiate con il cannone da 75 mm. Quarantacinque pezzi erano stati inviati in Nordafrica. Durante la campagna di Francia, vennero mobilitate 38 batterie supplementari, tra le quali 28 motorizzate ed 11 BACA.
Dopo la resa della Francia, la Wehrmacht si affrettò ad immettere in servizio i cannoni di preda bellica sotto la denominazione 4,7 PaK 181(f), in quanto superiore al proprio 3,7 cm PaK 36 e simile al 5 cm PaK 38 di recente introduzione. Nel complesso la Wehrmacht utilizzò 823 PaK 181(f), che andarono ad armare sia le compagnie anticarro dei reggimenti di fanteria che le opere del Vallo Atlantico.
I tedeschi cedettero alcuni cannoni anche all'alleato italiano. Il Regio Esercito ridenominò questi pezzi "47/50 Mod. 37", che furono usati per la difesa territoriale per armare i capisaldi antisbarco in Sardegna.

## Tecnica

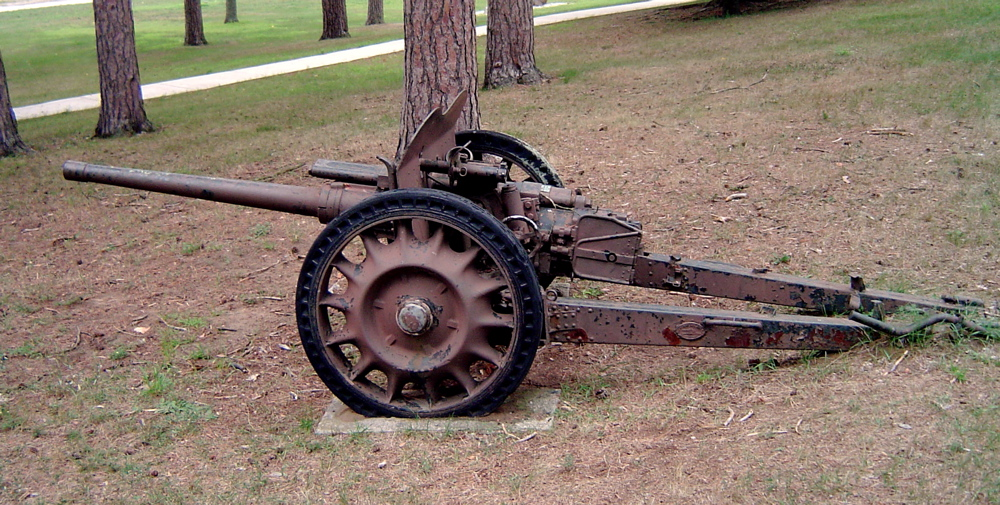
Mle 37 al Worthington Tank Museum

Le qualità balistiche del pezzo, tanto in precisione quanto in capacità di perforazione, ne facevano uno dei cannoni anticarro più prestanti della sua epoca, capace di contrastare tutti i carri allora in servizio. L'alta velocità della sua munizione tuttavia causava una rapida usura dell'anima della canna, che rese necessaria la messa a punto, nel 1938, di una versione bibloc che permetteva il rapido cambio di canna.
Pezzi e munizioni erano per la maggior parte a traino animale, tramite avantreni ai quali venivano agganciati i pezzi o i cassoni delle munizioni. Questo treno, trainato da due pariglie di cavalli, era lo stesso del 75 mm Mle. 1897, modificato per la circostanza. La trazione meccanica era invece effettuata dai trattori d'artiglieria leggeri semicingolato Citroën-Kégresse P17E, poi sostituiti dai Laffly W15T.

## Varianti
- 47 mm SA 39 TAz - variante su affusto a tripode Tout Azimuth, cioè girevole con settore di tiro di 360°; non entrò mai in produzione.

## Munizionamento
- Obus modèle 1936: munizione perforante con proietto in acciaio con punta temprata e cappuccio balistico in magnesio; formata dalla cartuccia da 47 mm Mle 1937 accoppiata al proietto perforante Mle 1936; peso: 1,725 kg, lunghezza: 192,5 mm[8].
- Obus d'exercice modèle 1938: munizione da esercitazione, identica alla precedente, ma la punta d'acciaio del proietto non subiva il trattamento di indurimento; formata dalla cartuccia da 47 mm Mle 1937 accoppiata al proietto similperforante Mle 1939.
- Obus explosif modèle 1932: granata esplosiva; mai distribuita alle BDAC.

I cartocci proietti erano trasportati in casse di legno da 11 colpi completi ognuna. I cappucci balistici di magnesio erano non verniciati o laccati marrone; il corpo del proietto era non verniciato o laccato in blu o in nero. I cappucci erano stivati separatamente nelle casse ed in caso di emergenza le munizioni potevano essere utilizzate anche senza.
| Capacità di penetrazione |                           |                            |
| Distanza (m)             | Angolo di impatto 0° (mm) | Angolo di impatto 30° (mm) |
| 100                      | 106                       | 57                         |
| 500                      | 89                        | 50                         |
| 1.000                    | 72                        | 42                         |
| 1.500                    | 57                        | 36                         |